# إيرني ميريك
إيرني ميريك (بالإنجليزية: Ernie Merrick)‏ (3 يناير 1958 بإدنبرة في المملكة المتحدة - ) هو مدرب كرة قدم ولاعب كرة قدم أسترالي في مركز الدفاع. لعب مع نادي ويلينغتون فينيكس.

## وصلات خارجية
- إيرني ميريك على موقع قاعدة بيانات كرة القدم.إي يو (الإنجليزية)